# Charlotte Åkerlind
Charlotte Åkerlind född 1942 i Göteborg, är en svensk silversmed och jurist.
Åkerlind studerade färglära för Ivan Näslund, och utbildade sig senare till jurist med examen 1982. Hon var verksam i en juridisk byrå under några år men sadlade om och gick i lära hos Christina Zachrisson för att bli silversmed.
Hon har medverkat i samlingsutställningar på Konstveckan i Tommarp, Galleri Gåvan i Brunskog, Snickaregården Borrby Strand, biblioteket i Charlottenberg, biblioteket i Arvika samt på Värmlands museum.